# Croydon Park
Croydon Park – podmiejska dzielnica, położona na terenie trzech obszarów samorządu lokalnego: Canterbury, Burwood i Ashfield, wchodzących w skład aglomeracji Sydney, w stanie Nowa Południowa Walia, w Australii.

## Galeria

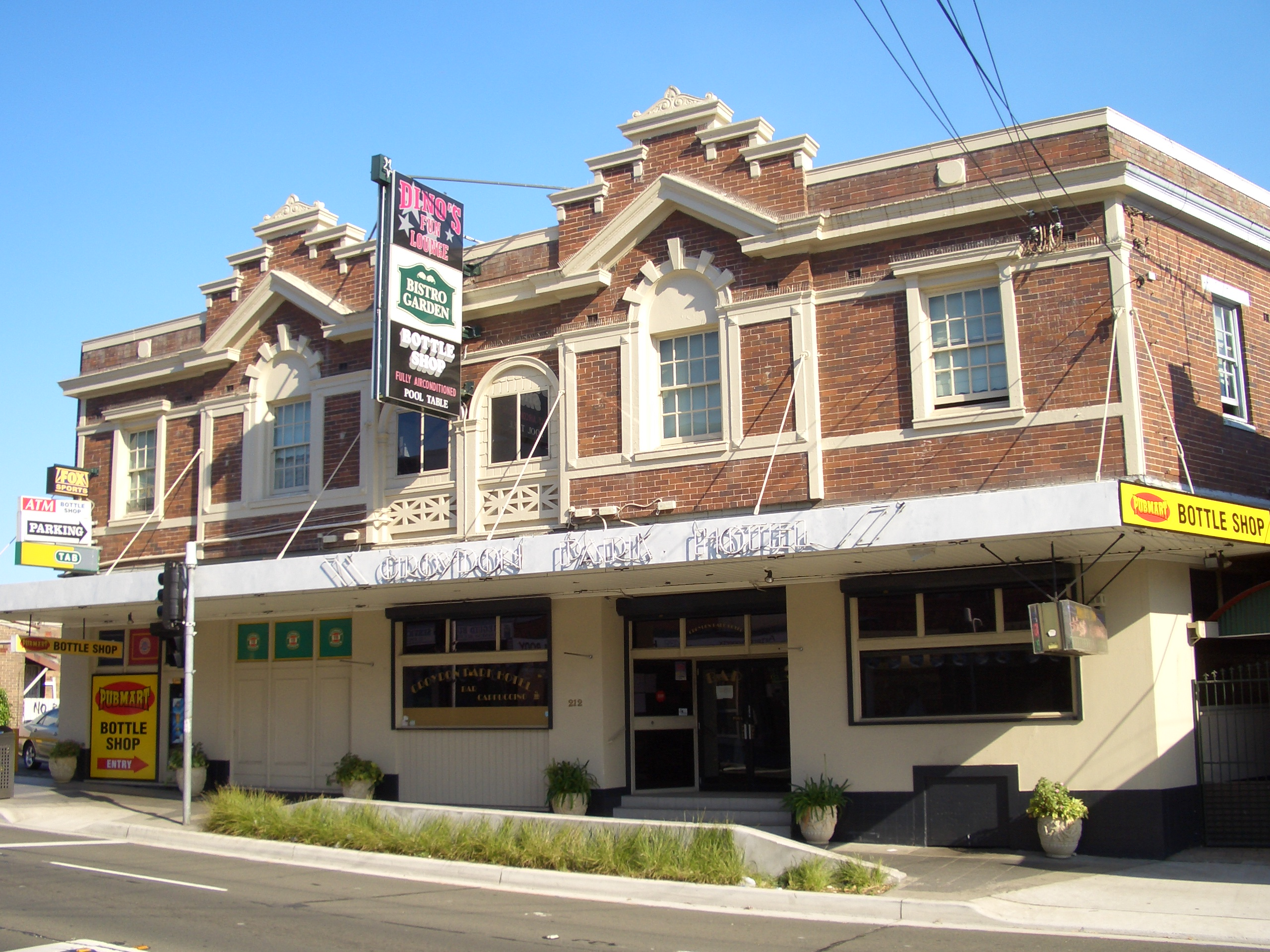